# Лоза (Полтавская область)
Лоза (укр. Лоза; до 2024 года — Новомосковское) — село,
Глобинский городской совет,
Кременчугский район,
Полтавская область,
Украина.
Код КОАТУУ — 5320610104. Население по переписи 2001 года составляло 334 человека.

## Географическое положение
Село Новомосковское находится в 3-х км от левого берега реки Омельник.
На расстоянии до 2-х км расположены сёла Старый Хутор, Кордубаново и Вербки (Семёновский район).